# Ostroměř
Ostroměř je obec v okrese Jičín, sedm kilometrů západně od Hořic v Královéhradeckém kraji. Žije v ní přibližně 1 300 obyvatel.

## Historie
První písemná zmínka o vesnici pochází z roku 1382, kdy zde sídlil Ješek Kdulinec z Ostroměře, jehož rod vystřídal koncem 15. století Zdislav Dobřenský z Dobřenic, po němž jej sňatkem získal roku 1529 Jan Sendražský ze Sendražic, později obec vlastnil Heřman z Rokytníka a po něm Václav Ostroměřský z Rokytnika a na Bítovanech, ten se svými bratry o zboží přišel po Bílé Hoře za svou účast ve stavovském povstání z roku 1618.
Rodokmen jmenovaných a dalších majitelů od 15. do poloviny 17. století je vyobrazen na epitafu ze sbírek Národního muzea v Praze.
Albrecht z Valdštejna obec připojil ke svému panství Hořice. Roku 1665 se jako majitel Ostroměře a Holovous připomíná Heinrich Ernst de Carmes. Jeho syn Ferdinand obec roku 1680 prodal kartuziánům z Valdic, kteří byli zrušeni josefínskými reformami roku 1782. Roku 1827 obec Ostroměř koupil Ferdinand z Trauttmansdorffu a spojil ji se svým panstvím Kumburk.
Roku 1869 byla Ostroměř spojena železnicí na trase Chlumec nad Cidlinou – Stará Paka a roku 1871 zde měla konečnou Severozápadní dráha Hořice – Jičín.

## Obecní správa

### Části obce
- Ostroměř
- Domoslavice
- Nové Smrkovice
- Sylvárův Újezd

### Znak
Ostroměřští z Rokytníka měli v erbu ozbrojenou ruku se sekerou (širočinou), která přešla do současného znaku obce.

## Průmysl
Firma Kámen Ostroměř zpracovává pískovec, těžený v lomu v Podhorním Újezdě.

## Doprava
Vesnicí vede silnice I/35 a na jižním okraji se železničních tratích Hradec Králové – Turnov a Chlumec nad Cidlinou – Trutnov nachází stanice Ostroměř.

## Pamětihodnosti
- Severně od vesnice se nachází terénní pozůstatky raně středověkého ostroměřského hradiště.
- Socha Archanděla Michaela na návsi
- Socha svatého Františka Xaverského za vesnicí směrem na Vojice
- Kostel Nejsvětější Trojice z roku 1915
- Socha Tomáše Garrigue Masaryka z roku 1991 od sochaře Ladislava Zívra
- Rodný dům spisovatele Eduarda Štorcha, pamětní deska; busta
- Rodný dům režiséra Karla Zemana, pamětní deska
- Muzeum Eduarda Štorcha a Karla Zemana (od roku 1998)
- Místní vlakové nádraží bylo vyhlášeno nejkrásnějším nádražím roku 2007.

## Rodáci
- Eduard Štorch (1878–1956), pedagog, spisovatel a archeolog
- Karel Zeman (1910–1989), filmový režisér a výtvarník
- Matěj Kopecký (1923–2001), loutkář ze slavného rodu Matěje Kopeckého (1775–1847)
- Miroslav Holub (1924–2003), učitel a kronikář obce [5]

## Galerie

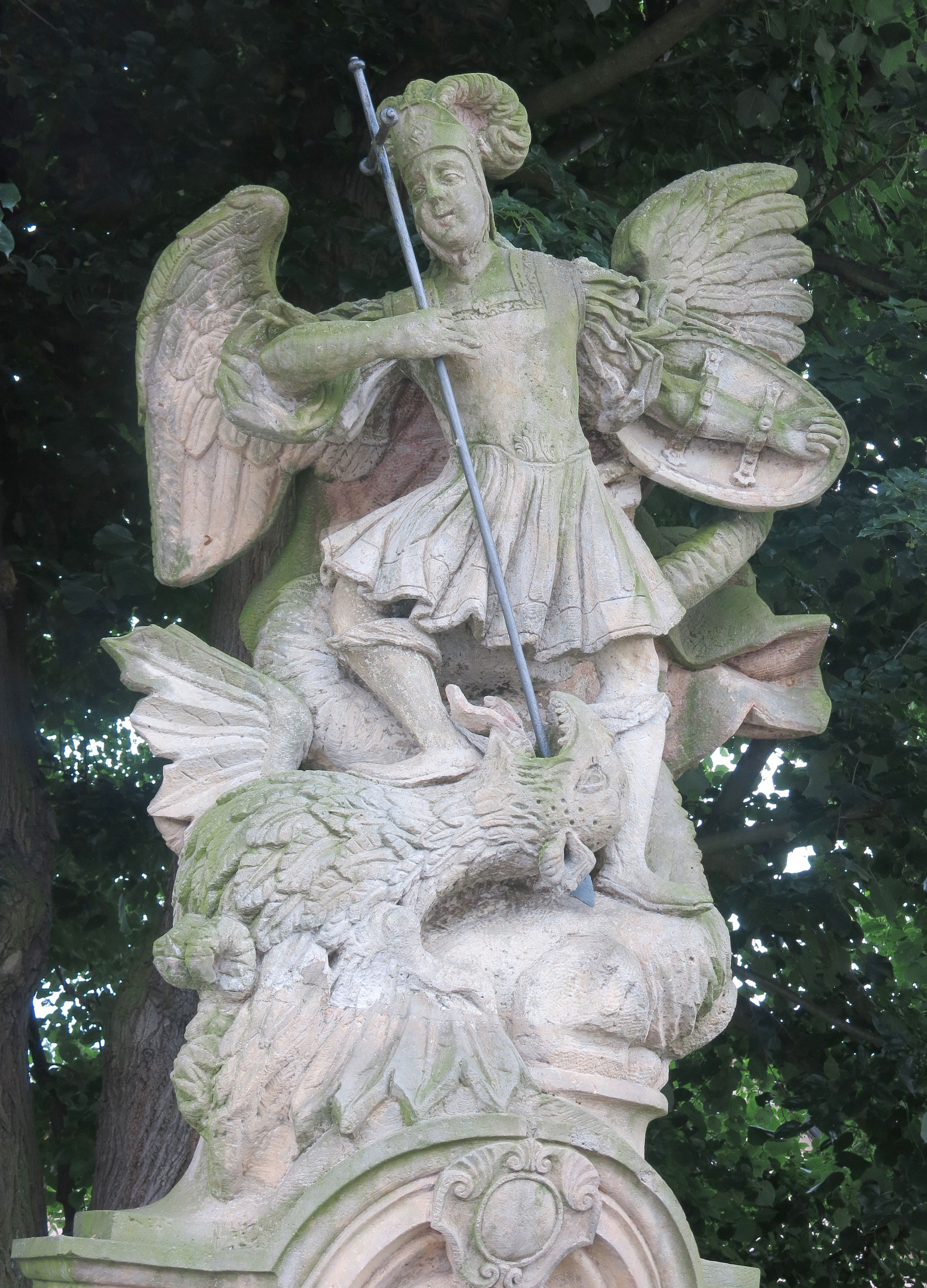
Socha Archanděla Michaela
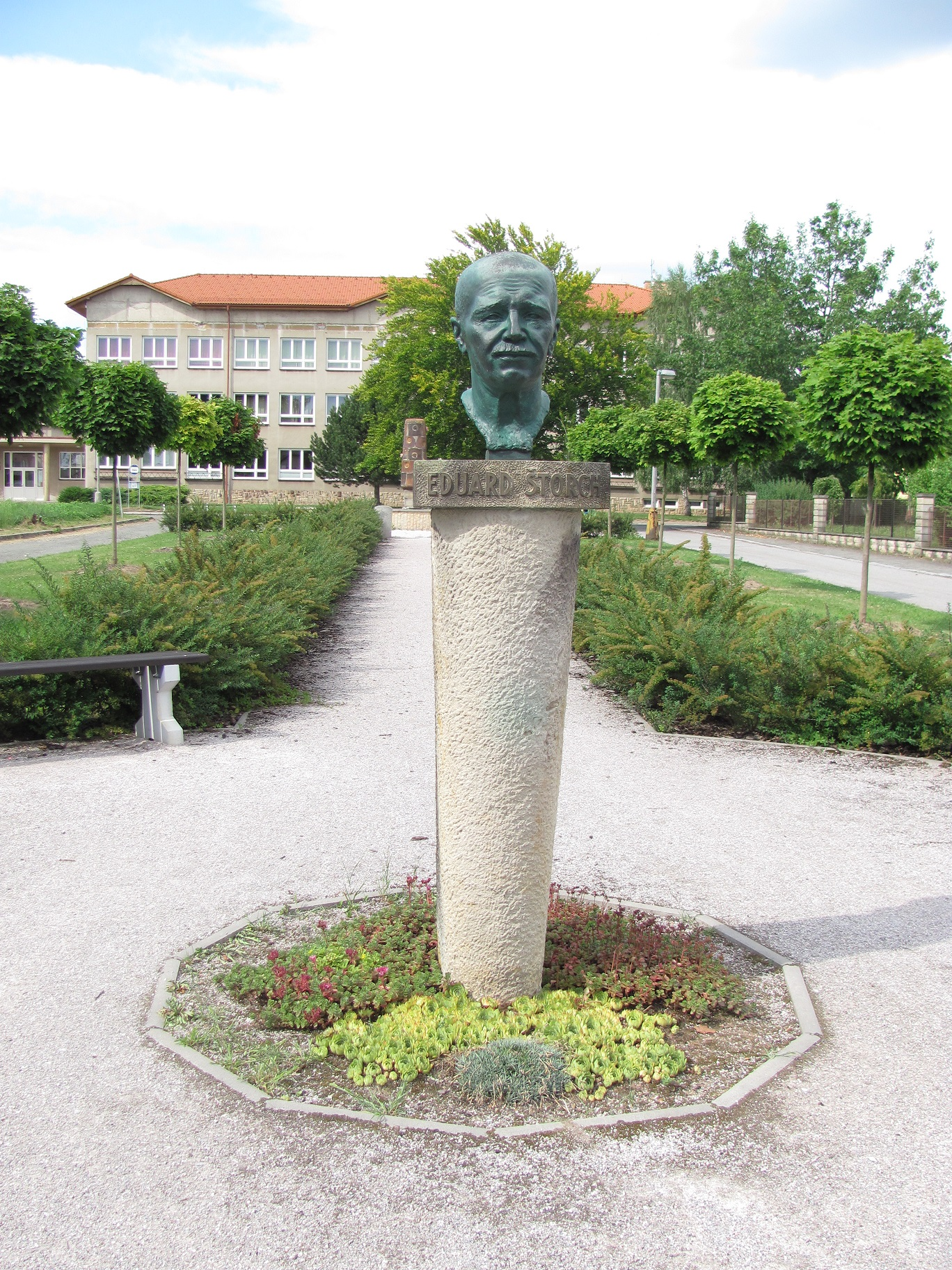
Busta Eduarda Štorcha
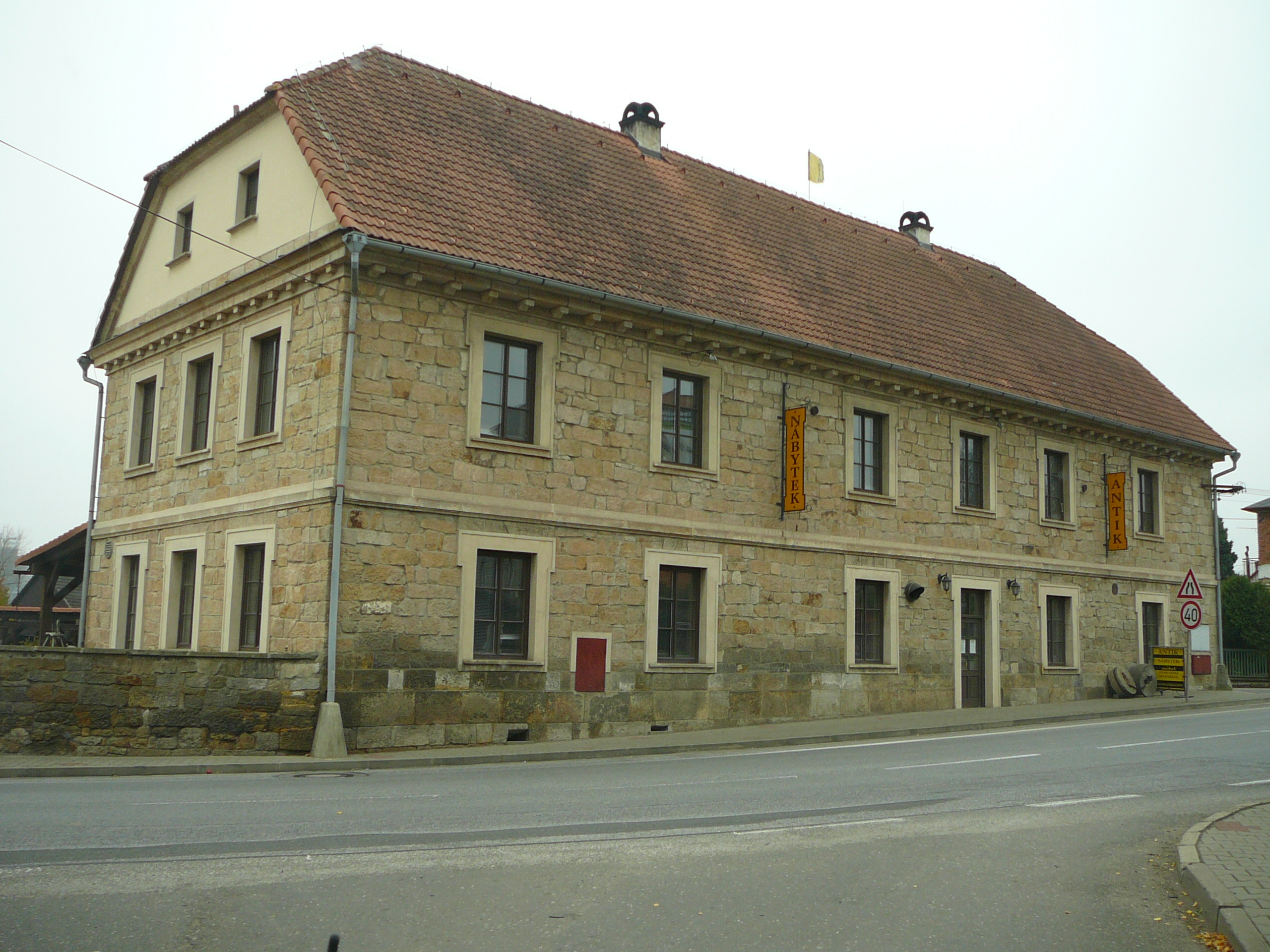
Prodejna nábytku
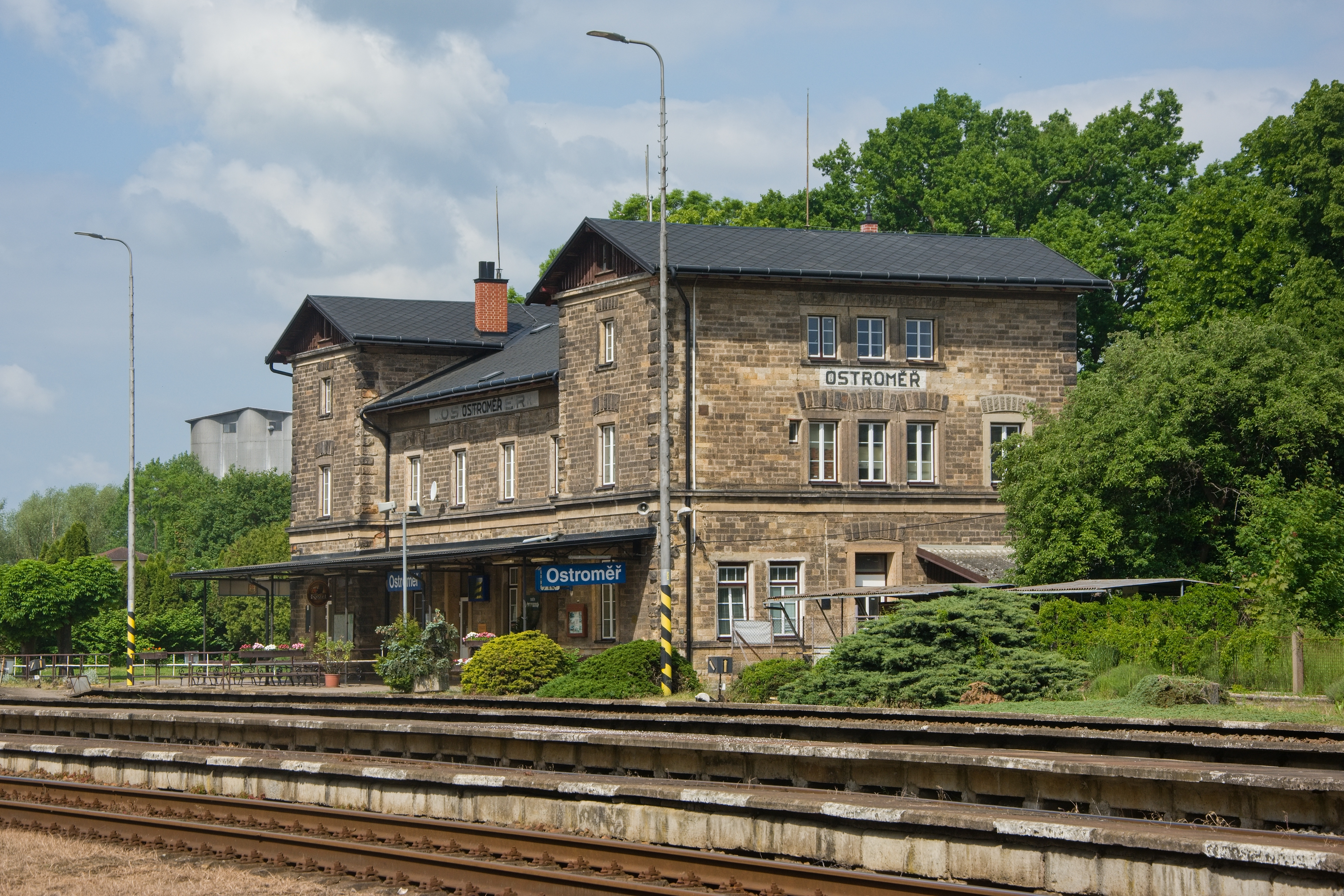
Nádraží